# Byer i Israel
Følgende liste over byer i Israel er baseret på registre hos Israels Statistiske Centralbureau (CBS). Før indførelsen af Israels lokalstyresystem, kunne et urbant område få bystatus når indbyggertallet var over 20.000. Udrykket "by" refererer generelt ikke til lokalstyrer eller byområder, selv om en defineret by ofte inkluderer indbyggerne i et urbant område eller en forstad. 75 israelske kommuner har status "by".
På grund af dette siger listen intet om en bys sociale eller økonomiske status. Jerusalem har højere indbyggertal end Tel Aviv, selv om forstæderne til Tel Aviv (Gush Dan) er mange gange større på grund af de mange drabantbyer og forstæder. Fordi de identificeres med den mest centrale by i området, som er økonomisk, kulturelt og ofte politisk center i området, inkluderer definitionen på byerne ofte hele regionen. For eksempel bliver Ben Gurion International Airport refereret til som "Tel Aviv Airport" selv om den egentlig ligger nærmere Lod og Yehud-Monosson.

## Liste over byer
Israel har 14 byer med over 100.000 indbyggere, inkluderet Jerusalem med over 500.000 og Tel Aviv, som nærmer sig statussen "global by". Totalt har 74 israelske byområder fået bystatus af CBS, hvor den sidste by som fik bystatus er den israelsk-arabiske bosættelse i Kafr Qasim. Følgende liste er sorterbar, og indeholder alle israelske byer efter navn, distrikt, areal og indbyggertal efter information fra Israels statistiske centralbyråd i 2004 og 2006:

## Byer med faldende indbyggertal
Seks byer havde lavere indbyggertal i 2005 end i 2000. De er sorteret omtrentligt efter hvor meget indbyggertallet er faldet procentuelt:

## Byer med stigende indbyggertal
Otte byer forøgede befolkningstallet med mere end 12 % mellem 2000 og 2005. De er sorteret efter hvor meget befolkningstallet er steget procentvis:
- Note: Befolkningstallet i byen El'ad steg fra 5.800 indbyggere i 2000 til 25.500 i 2005, en forøgelse på 339,7 %. På samme måde steg befolkningstallet i Modi'in Illit fra 16.400 indbyggere til 30.500, en stigning på 86 %. Disse var imidlertid lokalstyrer i 2005, og er derfor ekskluderet fra listen.

## Byer med høj indvandringsbefolkning
Følgende er en liste over byer med høj indvandringsbefolkning. Med begrebet indvandrer mener man de som kom til Israel efter 1990. De fleste kom fra det tidligere Sovjetunionen, selv om der også kom mange fra Etiopien og Argentina.

## Galleri
- 1: Jerusalem
- 2: Tel Aviv-Jaffa
- 3: Haifa
- 4: Rishon LeZion
- 5: Ashdod
- 6: Beersheba
- 8: Netanya
- 10: Bnei Brak (foran i billedet)
- 11: Bat Yam
- 12: Ramat Gan
- 13: Ashkelon